# Cantonul Brunoy
Cantonul Brunoy este un canton din arondismentul Évry, departamentul Essonne, regiunea Île-de-France, Franța.

## Comune
| Comune | Populație (1999) | Cod poștal | Cod INSEE   |
| ------ | ---------------- | ---------- | ----------- |
| Brunoy | 25.377 hab.      | 91800      | 91 2 05 114 |